# Pleißenburg
Il Pleißenburg (traduzione: Castello Pleiße) era un edificio storico all'allora periferia della città tedesca di Lipsia. L'edificio, edificato nel XIII secolo, fu ricostruito come fortezza nel 1549 e demolito nel 1897. Oggi in questo sito si trova il Nuovo Municipio di Lipsia.

## Nome
Il Pleißemühlgraben passa davanti al sito, che allora come oggi a volte veniva chiamato Pleiße. Da qui derivò il nome del castello.

## Storia

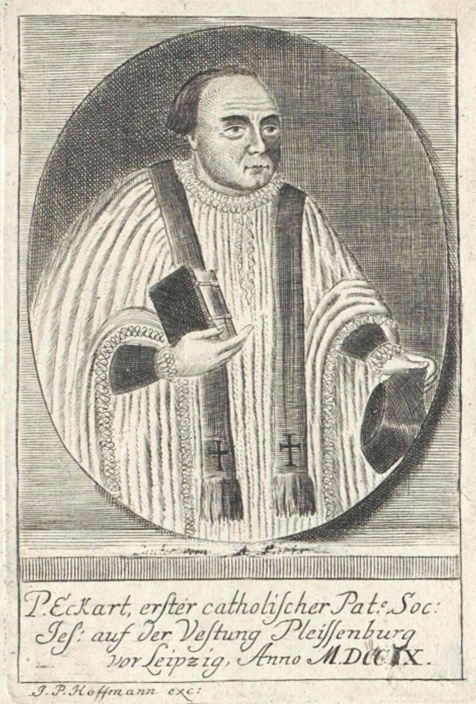
Padre Heinrich Eggerth (S.I.), parroco della fortezza di Pleißenburg dal 1709

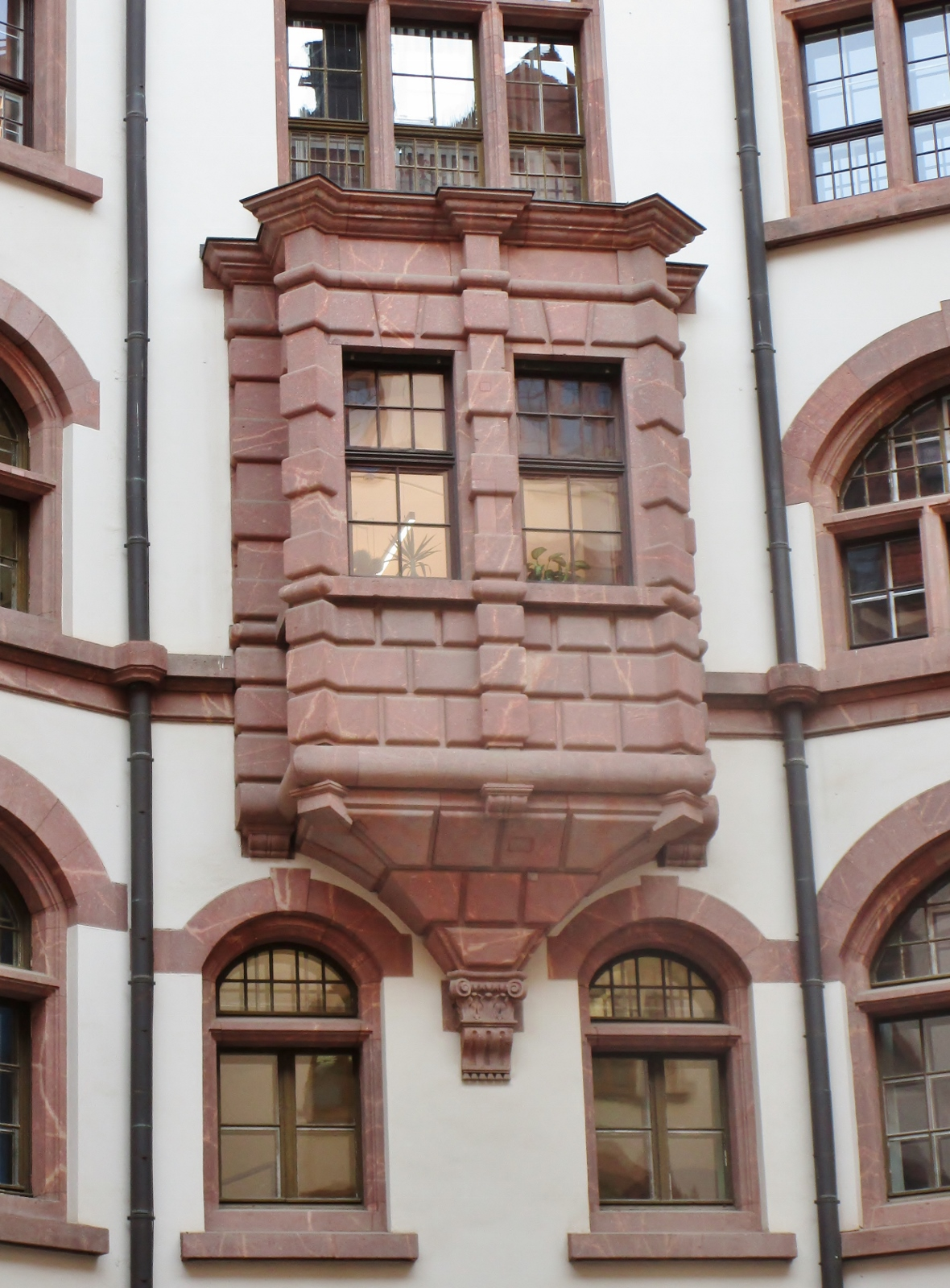
Bovindo Pappenheim nel cortile del municipio (2023)

Nel XIII secolo il margravio Teodorico I di Meißen (1162–1221) fece costruire un castello.
Dal 27 giugno al 16 luglio 1519 vi si svolse il dibattito sotto forma di tesi e controtesi tra Martin Lutero e Johannes Eck, che divenne noto come disputa di Lipsia. Martin Lutero pronunciò il primo sermone protestante a Lipsia la Pentecoste del 1539 nella cappella del castello.
Dopo la grave distruzione causata dall'assedio della guerra di Smalcalda, Maurizio I, Elettore di Sassonia (1521–1553) fece demolire il castello nel 1548 e ricostruirlo come fortezza a pianta triangolare nel 1549 sotto la direzione dei lavori di Hieronymus Lotter (1497–1580). La nuova Pleißenburg era attaccata al sistema di fortificazione della città e separata dalle mura principali da un proprio fossato, così da assumere la funzione di cittadella. Era dotato di casematte e di un baluardo triangolare lato campo.
La fortezza ospitò anche la prima chiesa cattolica della città post-Riforma. Nel 1697 l'elettore Federico Augusto I di Sassonia (1670–1733) si convertì al cattolicesimo. Pertanto, i cattolici residenti a Lipsia chiesero il permesso di fondare la propria cappella. Nel 1710 il re incaricò il comandante della fortezza di Pleißenburg di allestire lì un locale per le messe. Allo stesso tempo il sacerdote gesuita Heinrich Eggerth fu incaricato di prendersi cura della comunità. Negli anni successivi i cattolici di Lipsia furono pastori esclusivamente dai gesuiti e alla fine vissero qui tre, poi quattro sacerdoti. Vivevano in una casa in città e venivano pagati dal governo.
Nella Guerra dei Trent'anni, l'attacco dell'esercito della Lega cattolica sotto Tilly all'elettorato di Sassonia iniziò con la presa di Pleißenburg il 14 settembre 1631. L'attacco si concluse con la pesante sconfitta dell'esercito di Tilly nella battaglia di Breitenfeld il 17 settembre contro l'esercito svedese-sassone del re svedese Gustavo II Adolfo.
Dopo la Guerra dei Trent'anni Pleißenburg perse gradualmente la sua importanza militare. Nel 1764 fu cancellata dall'elenco delle fortezze sassoni. Era ancora utilizzato come edificio amministrativo e caserma. Dal 1765 al 1790, la neonata Accademia di disegno e arte di Lipsia sotto Adam Friedrich Oeser (1717–1799) ebbe sede nel Pleißenburg - qui il giovane studente Johann Wolfgang Goethe (1749–1832) imparò a disegnare da Oeser. Nel 1753 la zecca di Lipsia fu trasferita nelle casematte di Pleißenburg. Fu chiuso nel 1765 perché non più necessario. Nel 1784 il chimico Christian Gotthold Eschenbach (1753–1831) fondò il primo laboratorio chimico dell'università a Pleißenburg.
Dal 1794 l'Osservatorio di Lipsia, costruito dal direttore dell'urbanistica di Lipsia Johann Carl Friedrich Dauthe (1746–1816), si trovava in cima alla torre Pleißenburg ed era visibile da lontano. Dal 1838 al 1876, l'ala occidentale servì come alloggio per la Königlich-Sächsische Baugewerkenschule Leipzig fondata da Albert Geutebrück (1801–1868), che emerse dal Dipartimento di Architettura dell'Accademia d'Arte come istituto di istruzione indipendente.
Con l'inaugurazione della caserma Möckern nel 1875 terminò il secolare utilizzo militare del Pleißenburg. Nel 1895 la città di Lipsia acquistò il castello dal Regno di Sassonia. La demolizione del Pleißenburg iniziò nel 1897 e intorno al 1900 su parti dell'area fu costruita l'odierna Burgplatz. Dal 1899 al 1905 sotto la direzione di Hugo Licht (1841–1923) fu costruito il monumentale Municipio Nuovo. La superficie totale di tutti gli edifici dell'ex Pleißenburg era maggiore. Sul loro sito furono costruiti anche il municipio e l'edificio della Leipziger Bank, ora una filiale della Deutsche Bank.
Tutto ciò che rimane del Pleißenburg è la torre progettata da Hieronymus Lotter come base per la sommità del Municipio Nuovo, visibile da lontano. È conservato anche il cosiddetto bovindo Pappenheim del cortile interno dell'antica Pleißenburg, che commemora il generale di cavalleria imperiale Gottfried Heinrich, conte di Pappenheim, morto vicino a Lützen nel 1632 ed è stato disposto dietro questa finestra.

Lo sviluppo nella foto
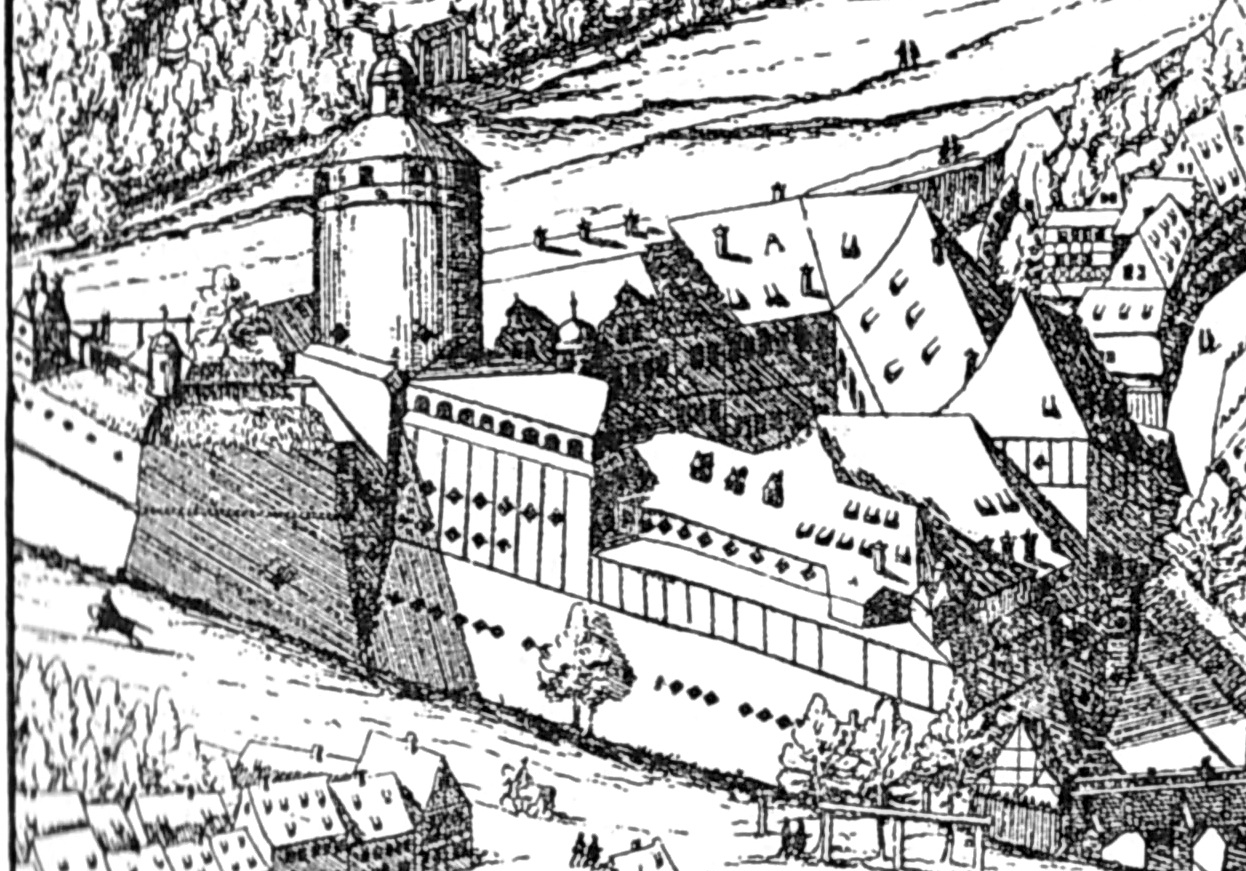
1615
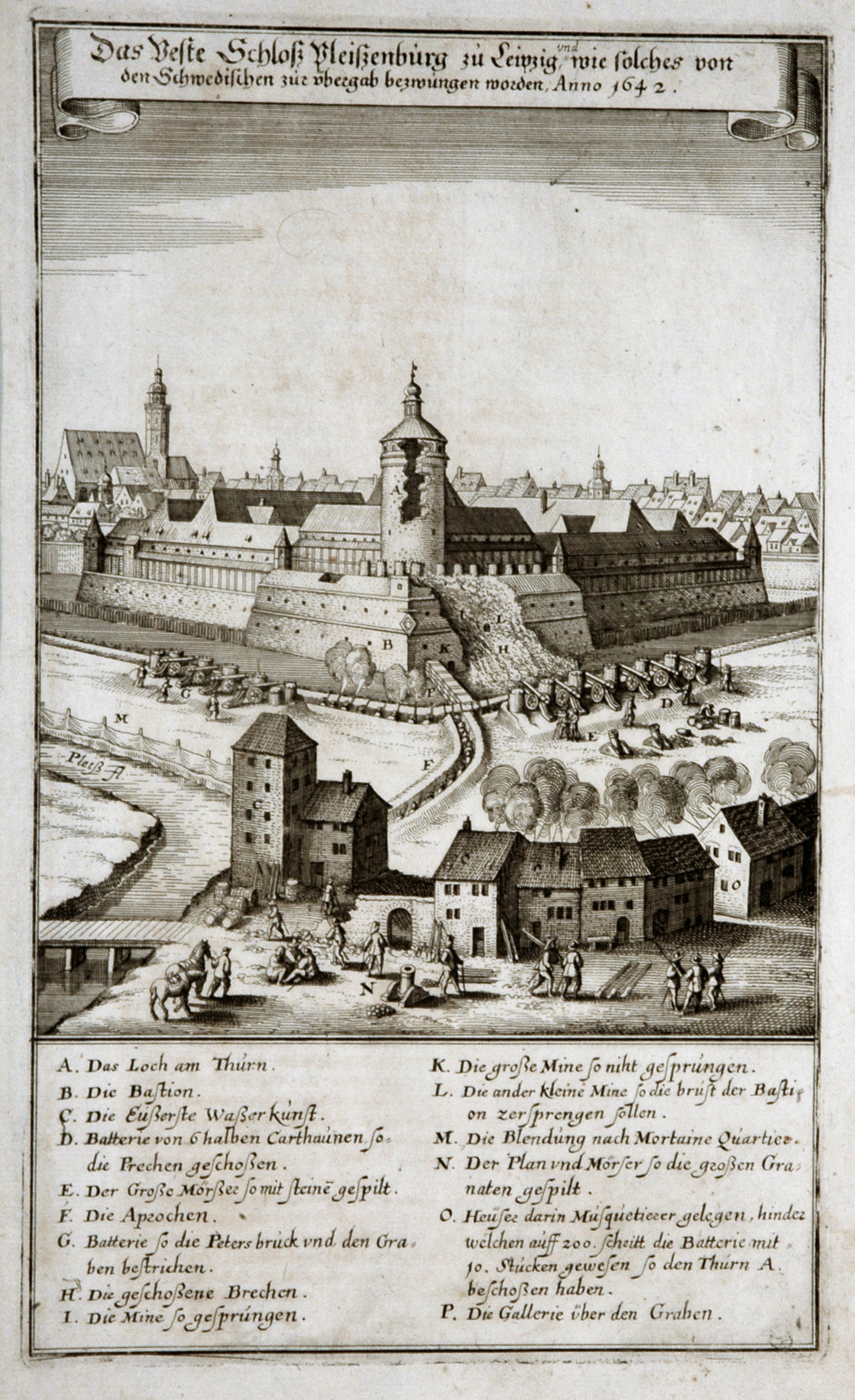
1642
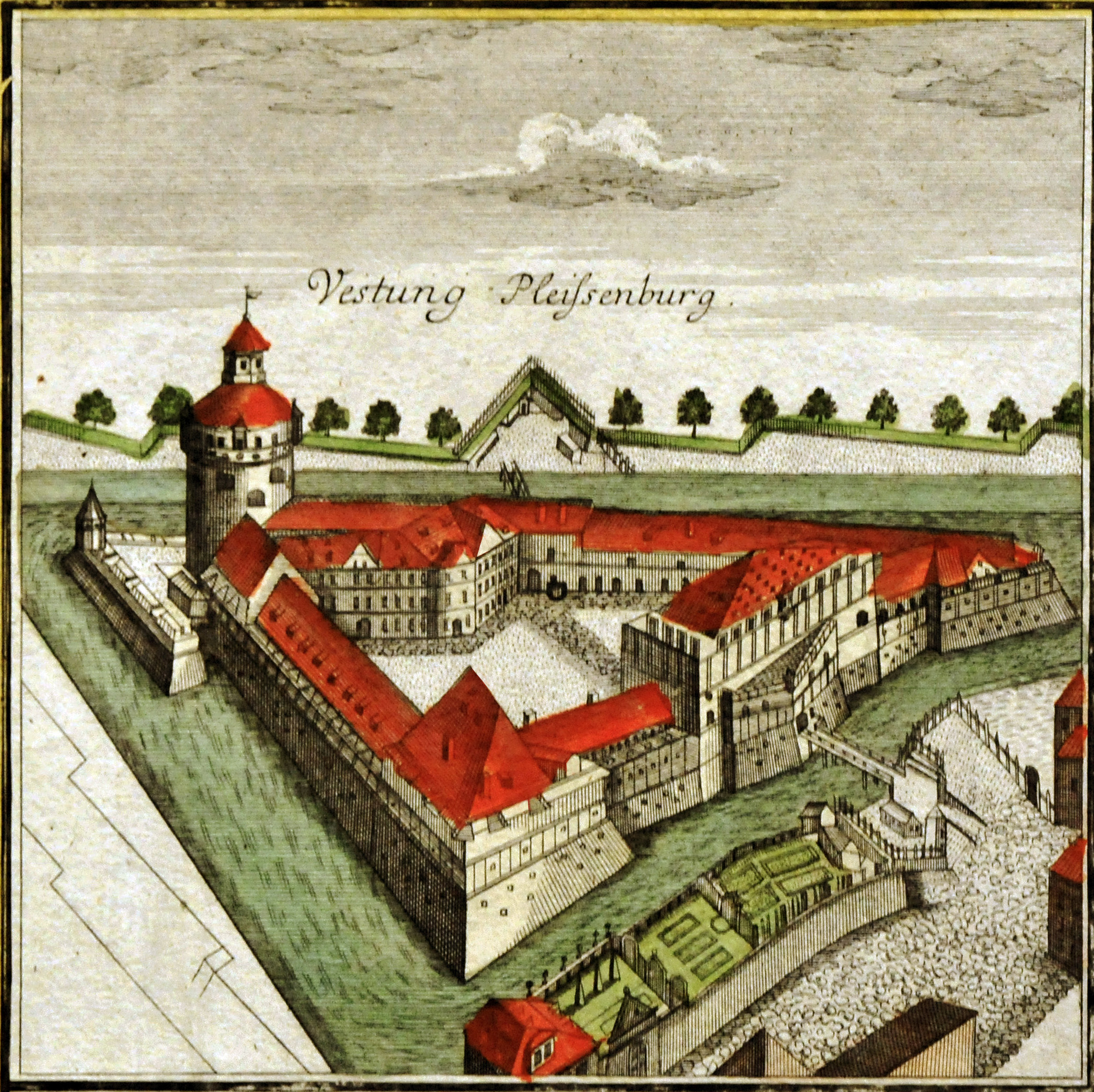
1749
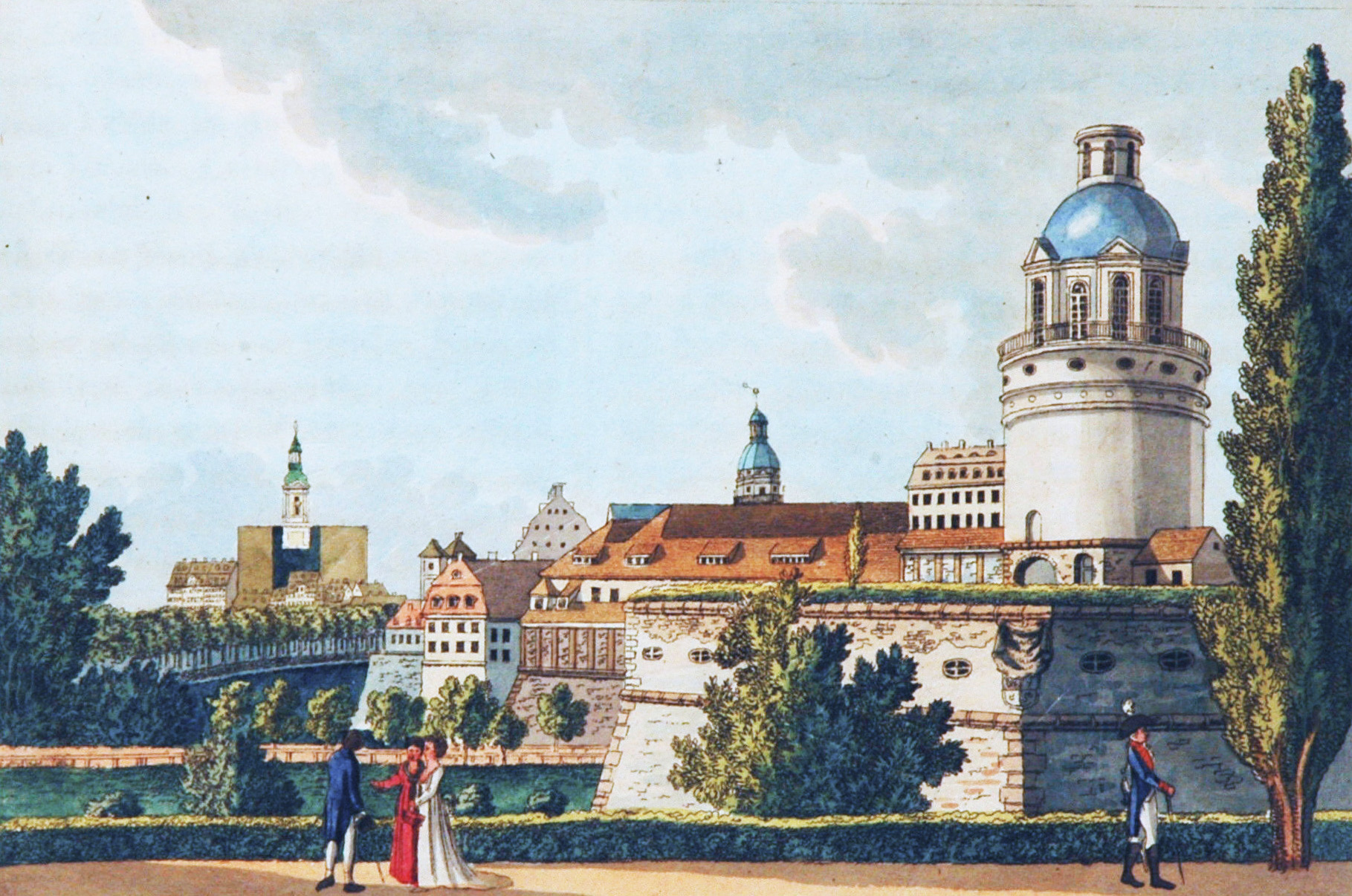
1804
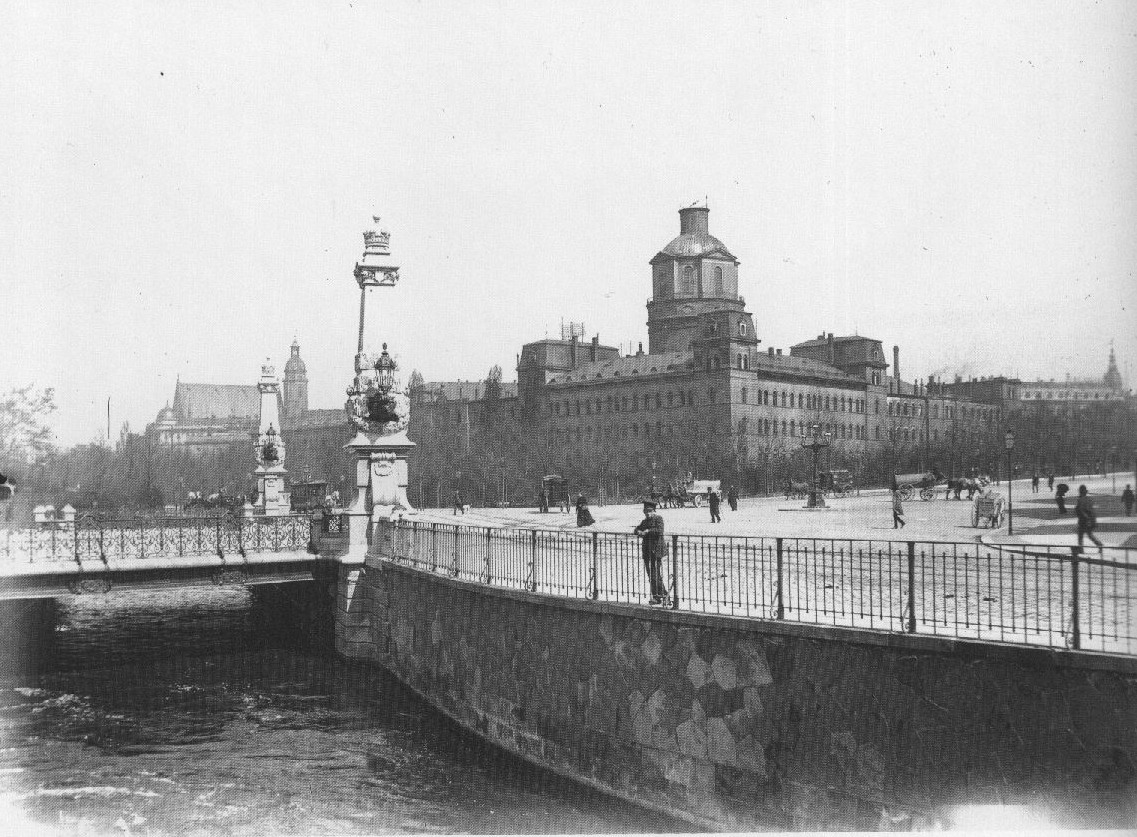
1890
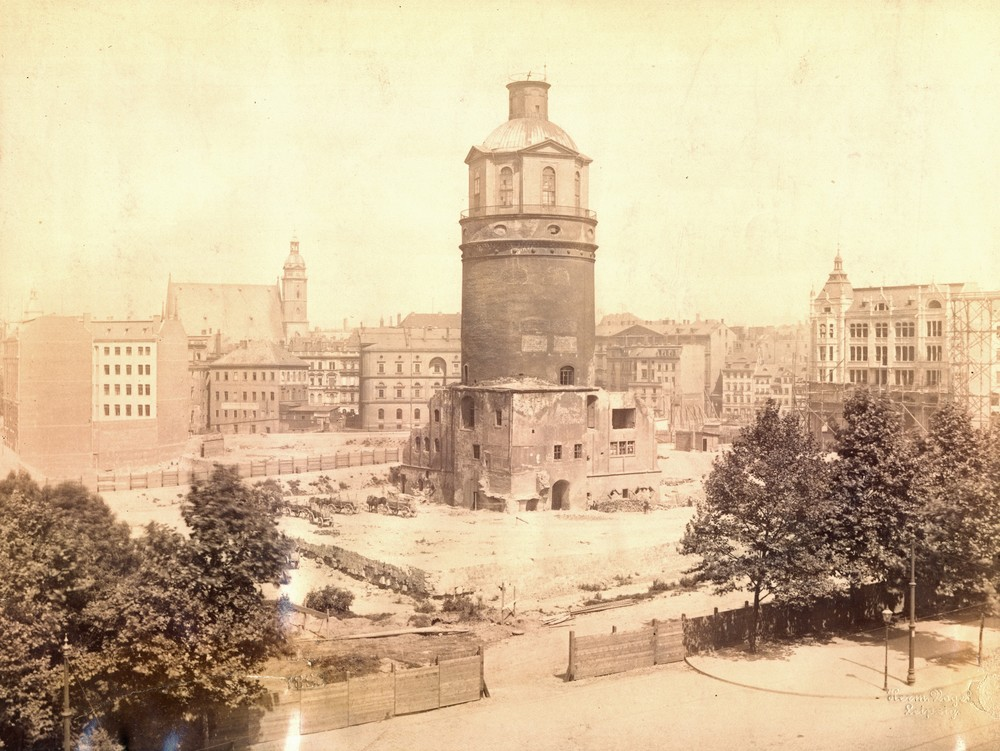
Torre durante la demolizione nel 1899